# Start from the Dark
Start from the Dark es el sexto álbum de estudio de la banda sueca de hard rock Europe. Fue lanzado el 22 de septiembre de 2004, por Sanctuary Records. 
Fue la primera producción del grupo desde su reunión en 2003, y el primero con material totalmente nuevo desde su Prisoners in Paradise (1991). El nombre, por lo tanto, es una alusión al largo período de inactividad, una especie de “comienzo desde la oscuridad”. 
Start from the Dark significó un cambio muy drástico en el estilo musical de Europe y fue visualmente más oscuro, al abandonar su clásico género glam metal y presentar un sonido más moderno comparado al de sus discos previos. 
Según una entrevista: “Quisimos hacer algo que por lo menos fuera un poco relevante ahora; un poco de una mezcla seca, desafinado un poquito," dijo el vocalista Joey Tempest, "Nos sentíamos tan cómodos que no quisimos hacer un álbum de los 80 per se, realmente queríamos comenzar como una banda fresca".
El álbum vendió más de 600 000 copias alrededor del mundo, cifra muy inferior al de discos anteriores.
Sus únicos sencillos fueron "Got to Have Faith" y "Hero".

## Lista de canciones
1. "Got to Have Faith" (Joey Tempest, John Norum) – 3:10
2. "Start from the Dark" (Tempest, Norum) – 4:12
3. "Flames" (Tempest) – 3:55
4. "Hero" (Tempest) – 4:15
5. "Wake Up Call" (Tempest, Norum) – 4:14
6. "Reason" (Tempest, Mic Michaeli) – 4:37
7. "Song No. 12" (Tempest, Norum) – 4:09
8. "Roll With You" (Tempest, Norum) – 4:30
9. "Sucker" (Tempest) – 3:42
10. "Spirit of the Underdog" (Tempest) – 4:25
11. "America" (Tempest) – 3:35
12. "Settle for Love" (Tempest, Norum) – 3:49

## Pistas adicionales
1. "Seven Doors Hotel (Live at Sweden Rock  Festival  12th/June/04)"
2. "Wings of Tomorrow (Live at Sweden Rock Festival 12th/June/04)"
3. CD Extra: Documental "Star From the Dark"

## Personal
- Joey Tempest – vocal
- John Norum – guitarras
- John Levén – bajo, guitarra
- Mic Michaeli – teclado
- Ian Haugland – batería
- Marcus Michaeli – Ritmos adicionales

### Producción e ingeniería
- Europe – Productor
- Kevin Elson – Productor, Mezcla
- Tom Size – Ingeniero
- Bob Ludwig – Masterización
- Niklas Bernstone – Fotografía
- Niklas Brodd – Diseño de arte y producción gráfica
- Thomas Larsson – Dirección de arte y producción gráfica